# Skive fH
Pour les articles homonymes, voir Skive fH pour la section féminine.
Actualités
Dernière mise à jour : 20 octobre 2015.
Le Skive fH est un club danois de handball basé à Skive dans le Jutland central.

## Histoire
À L'issue de la saison 2008/2009, le Skive fH est promu et accède à la division 1 où il évolue durant deux saisons avant d’accéder cette fois à l'élite du handball danois, la Jack & Jones Ligaen.
À ce niveau de la hiérarchie danoise le Skive fH a des difficultés à se maintenir et frôle la relégation depuis avec une treizième place lors de la saison 2011/2012 et 2012/2013 mais se fait reléguer lors de la saison 2013/2014.

## Identité visuelle

?-?
Actuellement